# Автомат Токарєва
Автомат Токарєва (АТ-44) — радянський експериментальний зразок автоматичної гвинтівки під проміжний набій 7,62×39 мм. Був розроблений у 1944 році іменитим конструктором Федором Васильовичем Токарєвим. На конкурсі показав незадовільні результати, тому на озброєння не був прийнятий.

## Історія
У вересні 1943 року був затверджений проміжний набій калібру 7,62×39 мм. У тому ж році Артилерійський комітет дав наказ розпочати розробку автоматичної зброї під цей патрон. У конкурс включився і Федір Токарєв, якому на той час було вже 72 роки. До того часу він вже не працював на Тульському збройовому заводі: у лютому 1943 року із Златоуста, де перебував в евакуації його рідний тульський ЦКБ-14, його перевели до Москви, у конструкторське бюро ОКБ-16. Розробку автомата Токарєв розпочав у жовтні 1943 року. Федір Васильович не став розробляти цілком нову конструкцію, а скористався базою гвинтівки, яка вже заслужила визнання за роки війни — АВТ-40.
Протягом грудня 1943 — квітня 1944 року Токарєв вдосконалював свій автомат. Ця робота просувалась доволі повільно, оскільки траплялись дефекти виробничого плану, виникало багато затримок при стрільбі, у тому числі через нові патрони, виробництво яких було ще не відпрацьовано. Крім того, відчувався гострий дефіцит цих самих набоїв. Станом на початок травня 1944 року, кінцевий зразок був відправлений відразу на полігонні навчання, які розпочались 7 травня. Випробування АТ-44, як і інші представлені зразки, не витримав — виникало багато питань з надійності зброї. Ведення вогню супроводжувалось великою кількістю затворних затримок. Наприкінці випробувань у АТ-44 зруйнувалась стінка ствольної коробки і він взагалі вийшов з ладу.
Повторні випробування допрацьованих у відповідності до зауважень комісії зразків автоматів були назначені на липень 1944, у яких Токарєв не брав участі, оскільки не встиг усунути дефекти. Тільки у грудні він зміг представити допрацьований автомат, але зразок знову не пройшов випробування, поступившись іншим автоматичним гвинтівкам у купчастості бою і надійності. Федір Васильович хотів допрацювати свій автомат, але комісія на чолі з О. Я. Башмаріним вирішила, що це буде недоцільно, тому не допустили АТ-44 до участі в майбутньому конкурсі.

### Основні недоліки
Основною причиною невдачі АТ була спроба створення нової зброї на базі раніше створеної гвинтівки, яка вийшла далеко не бездоганною. Відмова від зміни основних конструкційних вузлів призвело до того, що новий автомат успадкував недоліки СВТ-40. Такий підхід робив зразок Токарєва загалом безперспективним. Крім того, 72-літній конструктор уже не міг конкурувати з молодими інженерами, які користувались підтримкою комісії Артилерійського комітету.

## Конструкція

### Затворна система і УСМ
Ствол масивний, довжиною 485 мм, має поперечні ребра. Зовні закритий сталевим кожухом з одним рядом круглих отворів з кожного боку. Газова камера з п'ятипозиційним регулятором удосконаленого типу (з гайкою), що дозволяє змінювати його положення без розбирання зброї. Газова камора, кронштейн для багнета і дульне гальмо складають єдину деталь (ідентично до будови АВТ). Дульне гальмо активне, однокамерне, віконного типу. Рухома система автоматики (затвор і затворна рама) ідентична як у гвинтівки СВТ-40 і відрізняється лише меншим діаметром чашечки в затворі у відповідності до діаметра гільзи набою, що використовується.
Поворотний затвор конструкційно відрізняється від АВТ. Вузол з'єднання направляючого стержня поворотного механізму і кришки ствольної коробки вдосконалений таким чином, що п'ятка направляючого стержня з'єднується з кришкою не через вирізане гніздо в ній (виступ з вирізом), а через прямокутний вузький паз вгорі кришки, у який входить виступ спеціальної планки, яка з'єднана з направляючим стержнем. Таке рішення дозволило виготовляти кришку штамповим методом без подальшої станкової обробки. Кришка ствольної коробки пазів для заряджання зброї із обойми не має. Ствольна коробка автомата в порівнянні з коробкою гвинтівки АВТ дещо видозмінена в частині її з'єднання з основою спускового механізму. Вікно для магазина було зроблене меншої довжини (відповідно до розмірів нового патрона).
Ударно-спусковий механізм аналогічний УСМ гвинтівки СВТ-40: має перемикання на одиночний і автоматичний вогонь. Головні відмінності: спускова тяга і її пружина відсутні, спусковий гачок пересунуті вперед і деталлю (так званим «рушієм»), яка знаходиться на верхній частині, безпосередньо діє на шептало. Перемикання режимів ведення вогню здійснюється за рахунок зміни ходу спускового гачка. Запобіжник, виконаний у вигляді поворотного важеля Г-образної форми, змонтований в основі спускової скоби. До нижньої частини корпуса УСМ приварена металеве пістолетне руків'я, всередині якого знаходиться порожнина для аксесуарів.

### Інше
Магазин секторного типу, дворядний, з виходом патрона в два ряди. Кріплення магазина на автоматі здійснюється за допомогою планки попереду і клямкою на пружині позаду. Клямка змонтована в передній частині корпуса спускового механізму (спускової скоби) і переміщається в горизонтальній площині. Хвіст важеля клямки знаходиться в районі лівого заднього кута вікна для магазина. Магазин розрахований на 30 патронів.
Приціл механічний, звичний для гвинтівок конструкції СВТ/АВТ, прицільна дальність — 1500 метрів. Прицільна колодка нероздільно з'єднана з кожухом ствола. Ложа автомата має коротку цівку, на боковій поверхні якої вирізані пази для сошки. У прикладі знаходиться поздовжній канал для шомпола і ще одна порожнина для зберігання аксесуарів, яка закривається відкидною кришкою, функцію якої виконує затильник. Кришка фіксується клямкою у вигляді пружини, що знаходиться на верхній частині приклада.
Сошка двонога, нез'ємна, змонтована на спеціальному кронштейні, який приєднується до надульника. Ноги сошки укомплектовані складними упорами, які дозволяють вести вогонь як з м'якого ґрунту (з відкинутими упорами), так і з твердого (із складеними упорами). Аналогічні упори Федір Токарєв використовував в конструкції свого кулемета МТ. У походному положенні ноги сошки складаються вздовж ложі, при цьому упори ніг входять у пази в її середній частині. Сошка кріпиться на автоматі клямкою у вигляді пружини з гачком. До автомата міг бути доданий багнет від гвинтівки СВТ-40. По своєму типу автомат Токарєва більше нагадував ручний кулемет, що було характерно для перших радянських автоматичних гвинтівок.